# Cristianismo no Cazaquistão

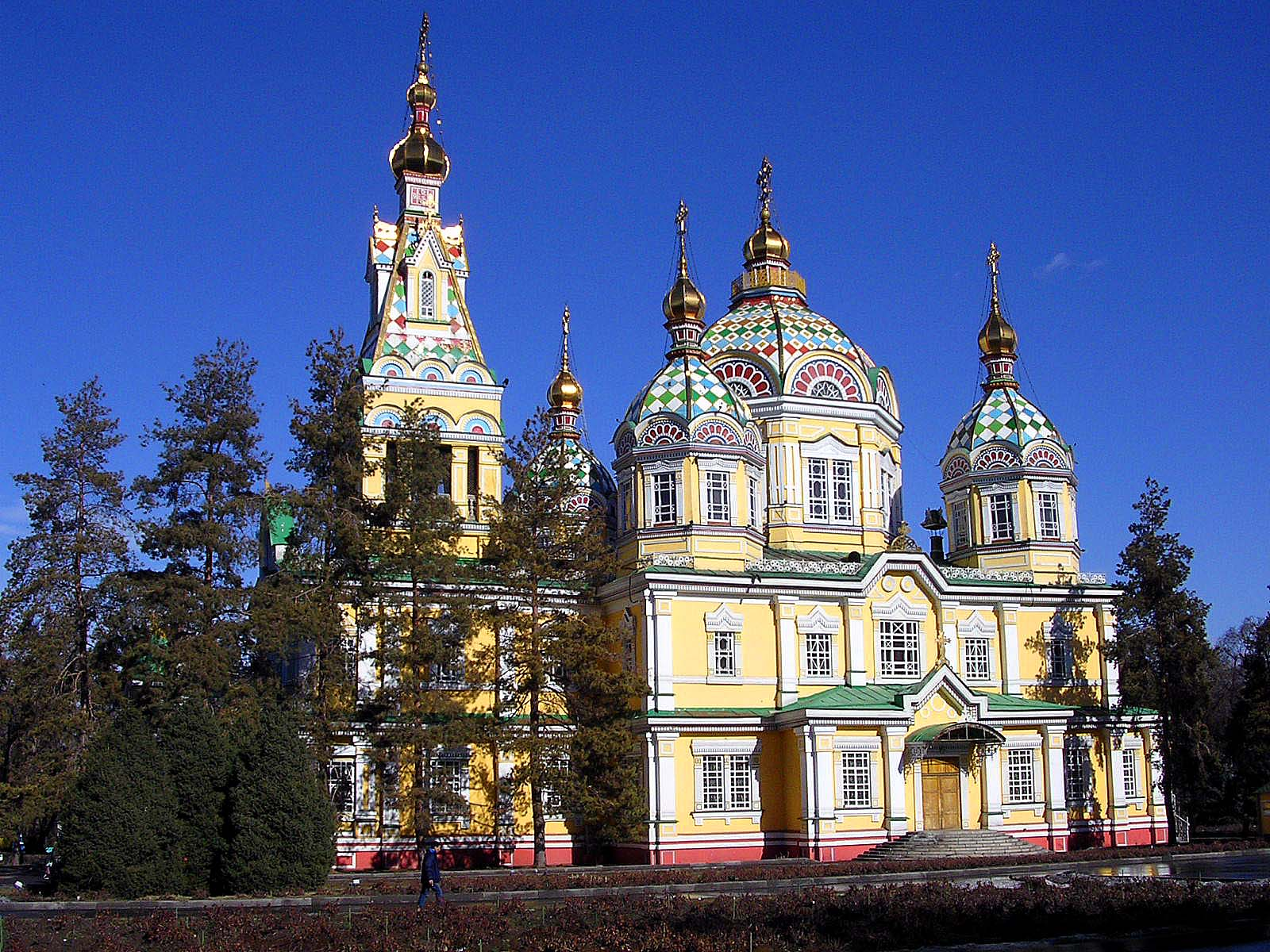
Catedral da Ascensão.

O Cristianismo é a segunda religião no Cazaquistão em número de fiéis, apenas atrás do Islamismo. Segundo o censo de 2009, no Cazaquistão há aproximadamente 4,2 milhões de cristãos, que representam 26% da população do país.
A maioria dos cidadãos cristãos são russos, ucranianos ou bielorrussos, que se enquadram com a Igreja ortodoxa cazaque que está sob o patriarcado de Moscovo. Aproximadamente 1,5% da população é de etnia alemã, a maioria da qual segue a Igreja católica ou luterana. Também há muitos presbiterianos, testemunhas de Jeová, adventistas do sétimo dia e pentecostalistas. Metodistas, menonitas e mórmones também registaram igrejas junto do governo.

## Demografia
Segundo o censo de 2009, no Cazaquistão havia 4 214 232 cristãos. A sua distribuição étnica é a seguinte:
- Russos - 3476748 (91,6% da etnia russa)
- Ucranianos - 302199 (90,7% dos ucranianos)
- Alemães - 145556 (81,6%)
- Bielorrussos - 59936 (90,2%)
- Coreanos - 49543 (49,4%)
- Cazaques - 39172 (0,4%)
- Polacos - 30675 (90,1%)
- Tártaros - 20913 (10,2%)
- Azeris - 2139 (2,5%)
- Uzbeques - 1794 (0,4%)
- Uigures - 1142 (0,5%)
- Chechenos - 940 (3,0%)
- Tajiques - 331 (0,9%)
- Turcos - 290 (0,3%)
- Quirguistaneses - 206 (0,9%)
- Curdos - 203 (0,5%)
- Dunganos - 191 (0,4%)
- Outras minorias - 82254 (52,3%)

## Igreja Ortodoxa

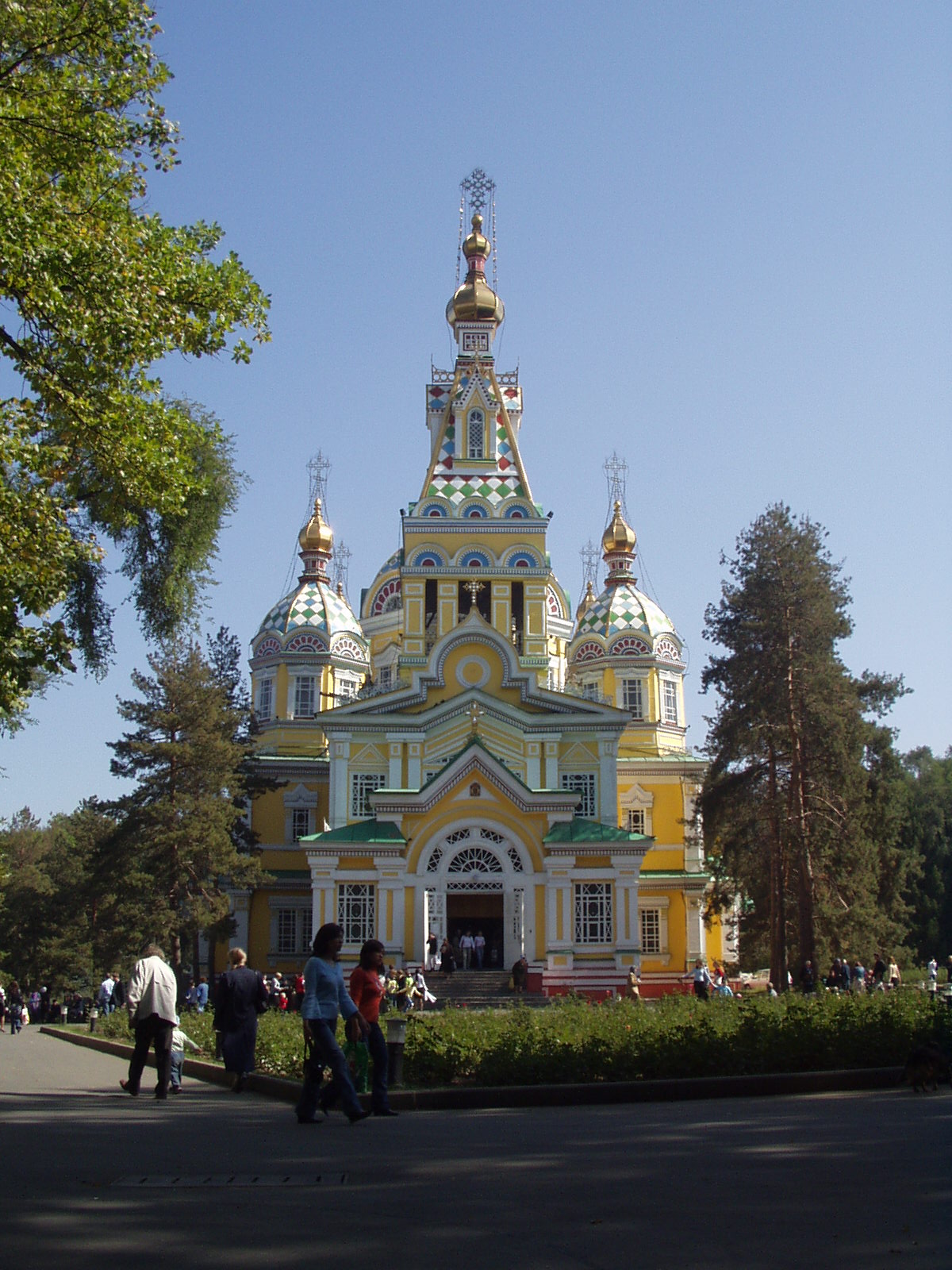
Catedral da Ascensão (catedral ortodoxa), conhecida também como Catedral de Zenkov, em Almati.

Os ortodoxos representam 21,4% da população do país. A maioria dos cristãos são ortodoxos de origem russa, ucraniana ou bielorrussa. A ortodoxia é reconhecida como uma das duas religiões principais no Cazaquistão, juntamente com o Islão sunita. Apesar do declínio demográfico da comunidade de língua russa, a Igreja ortodoxa tem tido certo dinamismo desde 1989 e o número de igrejas tem aumentado consideravelmente desde 1989 (de 90 para 300), incluindo a Catedral da Assunção, em Astana, inaugurada em 2006. Algunas são de grande interesse patrimonial, como a Catedral da Ascensão, em Almati, construida em 1904 e inteiramente de madeira.

## Igreja Católica

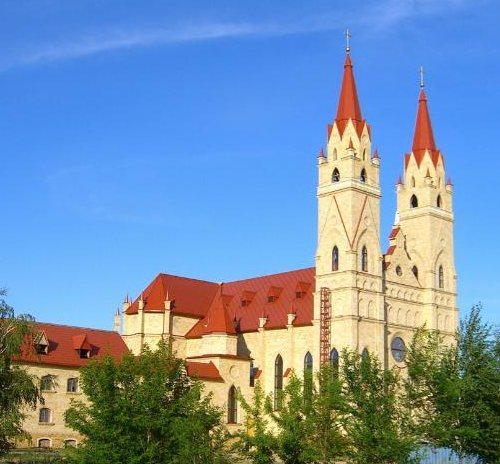
Catedral de Nossa Senhora de Fátima (catedral católica) em Karaganda.

O catolicismo é praticado por 2,4% da população do Cazaquistão, na maioria descendentes de polacos e alemães. No Cazaquistão há uma centena de igrejas católicas. O território está dividido entre a Arquidiocese de Nursultan, no norte, com as suas duas dioceses sufragantes: a Diocese de Karaganda (onde o catolicismo se reiniciou na década de 1990) no leste e a Diocese de Almaty no sul. A parte ocidental do país é administrada pela Administração Apostólica de Atirau e inclui apenas 3000 batizados em 2008. O santuário nacional do catolicismo no Cazaquistão é a Igreja de Nossa Senhora da Paz em Ozernoye, no norte do Cazaquistão. O Papa João Paulo II visitou o Cazaquistão em 2001. O único seminário católico do país é o Seminário Maior Maria Mãe da Igreja, aberto em Karaganda em 1998.

## Protestantismo
O protestantismo luterano é a religião tradicional de muitos alemães deportados para o Cazaquistão em 1941. Desde 1991, muitas igrejas protestantes (batistas, pentecostais, adventistas) se têm estabelecido no Cazaquistão, em mais de 500 lugares de culto. A igreja Adventista do Sétimo Dia possui 2.075 membros e 29 igrejas no país.  Alguns deles estão controlados pelo governo cazaque (limitação de visas para missionários, justificação para mais de 5000 fiéis), que quer lutar contra a difusão de "seitas" e manter a Igreja ortodoxa como principal interlocutora da comunidade cristã. No total, cerca de 2% da população do Cazaquistão é protestante ou de uma denominação cristã que não a católica ou ortodoxa.